# アルジャーノン・パーシー (初代ビヴァリー伯爵)

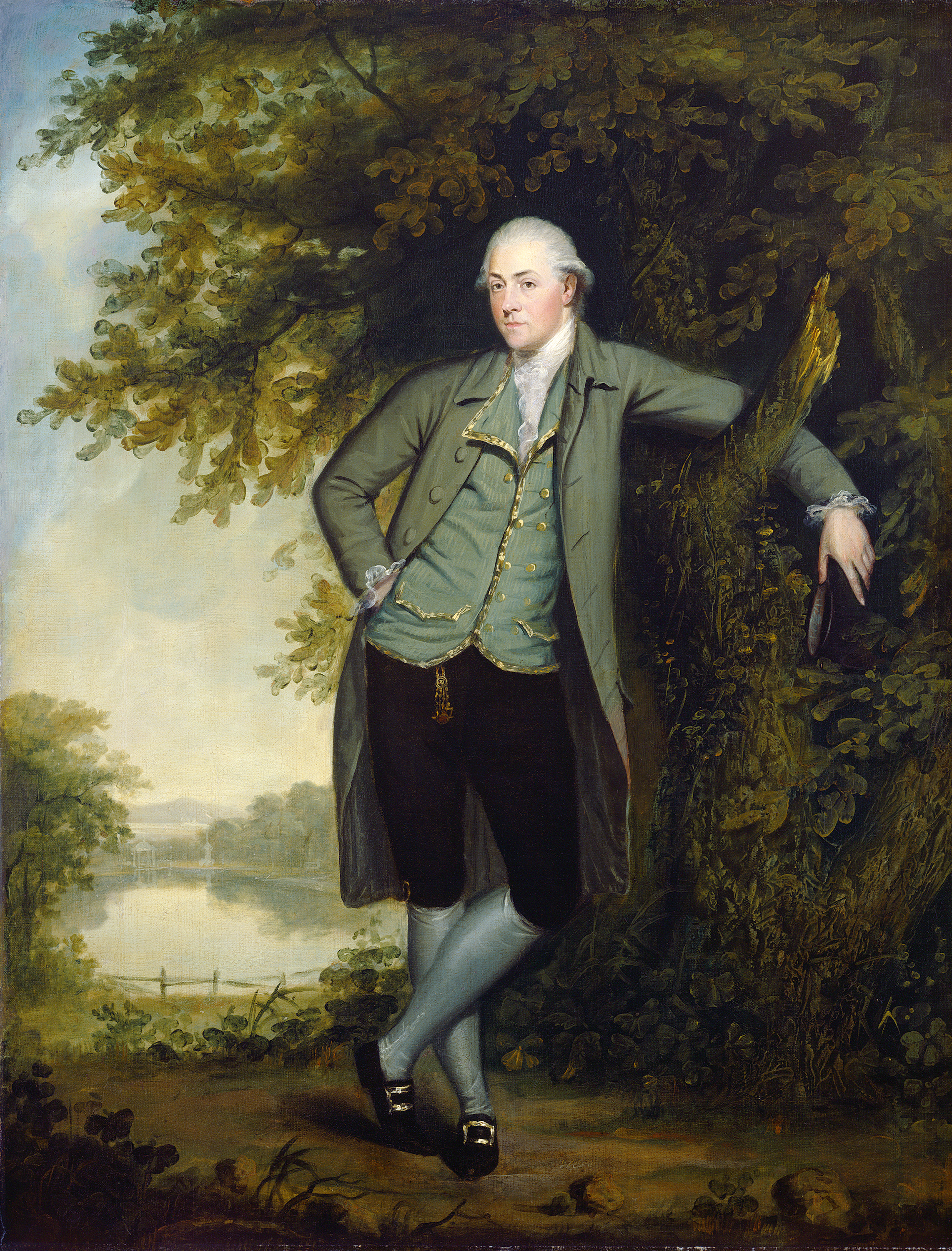
ジェームズ・ミラーによる肖像画、1777年から1780年ごろ。

初代ビヴァリー伯爵アルジャーノン・パーシー（Algernon Percy, 1st Earl of Beverley FSA、1750年1月21日 – 1830年10月21日）は、イギリスの貴族、政治家。トーリー党に属し、庶民院議員を務めたが、体が弱く、度々南仏で療養したため、議会活動は少なかった。

## 生涯
初代ノーサンバーランド公爵ヒュー・パーシーと妻エリザベス（第7代サマセット公爵アルジャーノン・シーモアの娘）の次男として、1750年1月21日にロンドンのセント・ジョージ・ハノーヴァー・スクエア教区で生まれた。1756年から1763年までイートン・カレッジで教育を受けた後、1767年にグランドツアーに出た。
体が弱く、1773年に医者の勧めを受けて南仏で療養した。翌年夏に次期総選挙（1774年イギリス総選挙）に向けてノーサンバーランド選挙区で選挙活動が始まったときもまだ帰国しておらず、手紙でノーサンバーランド選挙区からの立候補を表明した。ノーサンバーランドではそれまで父の初代ノーサンバーランド公爵が1議席、ジェントルマン層がもう1議席を指名していたが、1774年の総選挙では欲を出して2人を立候補させ、これに対し対立候補が2人登場したため激しい選挙戦となった。結果はそれまでと同じく公爵とジェントルマンの候補がそれぞれ1人当選し、うちアルジャーノンは1,235票（得票数1位）だった。もっとも、アルジャーノン自身は選挙期間中ずっと海外に滞在していたとされた。この結果は公爵とジェントルマン層の妥協が望まれたことを示し、以降の1780年、1784年イギリス総選挙では1774年の当選者が無投票で再選した。また1780年の総選挙では父が新しく購入したビア・アルストン選挙区でも当選したが、引き続きノーサンバーランドの代表として議員を務めた。
庶民院議員としてのアルジャーノンはノース内閣を支持し、演説の記録は1度だけだった。体が弱い状況は続き、1782年3月の兄ヒューの手紙によれば健康の悪化により南仏のニースでその年の冬を過ごした。シェルバーン伯爵のアメリカ独立戦争予備講和条約、チャールズ・ジェームズ・フォックスの東インド法案（イギリス東インド会社の規制法案）といった党派政治が強く出た採決には投票しなかったが、1784年初に作成された庶民院議員リストでは第1次小ピット内閣を支持するとされた。
1784年、父が特別残余権（special remainder）のつくロヴェイン男爵位を与えられた。この出来事について、アルジャーノンの兄は政治家ジョージ・ローズへの手紙で「弟が強く望んだものとは知っているが、私自身はそれが重要とは思えない」と評した。1786年6月6日に父が死去すると、兄が公爵位を継承したが、ロヴェイン男爵位は特別残余権に基づきアルジャーノンが継承した。その後、1790年11月2日にグレートブリテン貴族であるヨーク州におけるビヴァリー伯爵に叙された。
1803年にナポレオン戦争が勃発すると、数年間（少なくとも1808年まで）フランスで投獄され、息子が一時的にビヴァリー伯爵家家長となった。
1820年1月13日、ロンドン考古協会フェローに選出された。
1830年10月21日にニース近郊で死去、セント・メリルボーン教区教会に埋葬された。息子ジョージが爵位を継承した。

## 家族
1775年6月8日、イザベラ・スザンナ・バレル（1750年12月19日 – 1812年1月24日、ピーター・バレルの娘）と結婚、14人の子女をもうけた。
- シャーロット（英語版）（1776年6月3日 – 1862年11月26日） - 1795年7月25日、第3代アシュバーナム伯爵ジョージ・アシュバーナムと結婚、子供あり[8]
- エリザベス（1777年3月31日 – 1779年4月28日[7]）
- ジョージ（1778年6月22日 – 1867年8月21日） - 第2代ビヴァリー伯爵、第5代ノーサンバーランド公爵[9]
- アルジャーノン（英語版）（1779年8月19日 – 1833年8月10日[7]） - 外交官[10]
- 死産（1781年5月[7]）
- スザンナ・エリザベス（1782年12月29日[7] – 1847年4月7日） - 生涯未婚[10]
- ヒュー（英語版）（1784年1月29日 – 1856年2月5日） - ロチェスター主教（英語版）、カーライル主教（英語版）[11]。1806年5月19日、メアリー・マナーズ＝サットン（Mary Manners-Sutton、1831年9月4日没、カンタベリー大主教チャールズ・マナーズ＝サットン（英語版）の娘）と結婚、子供あり。1840年2月3日、メアリー・ホープ＝ジョンストン（Mary Hope-Johnstone、1851年11月22日没、海軍軍人ウィリアム・ホープ＝ジョンストン（英語版）の娘）と再婚、子供なし[10]
- ジョスリン（英語版）（1784年1月29日 – 1856年10月19日） - 海軍軍人、庶民院議員。1820年12月9日、ソフィア・エリザベス・ウォルハウス（Sophia Elizabeth Walhouse、1875年12月13日没、モアトン・ウォルハウスの娘）と結婚、子供あり[10]
- ヘンリー（英語版）（1785年9月14日 – 1825年4月15日） - 陸軍軍人、庶民院議員、生涯未婚[12]
- エミリー・シャーロット（1786年11月9日[7] – 1877年5月22日） - 1808年7月25日、アンドルー・モーティマー・ドラモンド（Andrew Mortimer Drummond、1864年6月1日没）と結婚、子供あり[10]
- ウィリアム・ヘンリー（英語版）（1788年3月24日 – 1855年10月5日） - 海軍軍人、庶民院議員、生涯未婚[13]
- フランシス・ジョン（1790年5月1日 – 1812年8月23日[7]）
- チャールズ（1794年3月4日 – 1870年10月11日） - 庶民院議員。1822年3月20日、アン・キャロライン・グレートヒード（Ann Caroline Greatheed、1805年ごろ – 1882年6月8日、バーティー・グレートヒードの庶出の娘）と結婚、1女をもうけた[10][14]
- ルイーザ・マーガレット（1796年7月 – 1796年8月19日[7]）